# 富士レビオ
富士レビオ（ふじレビオ）は、持株会社の富士レビオ・ホールディングス株式会社（英: Fujirebio Holdings, Inc.）や、富士レビオ株式会社（英: Fujirebio Inc.）をはじめ、各社を配する臨床検査事業を展開する日本の企業グループ。H.U.グループホールディングスの連結子会社。

## 概要
1950年に創業。1966年に世界初の梅毒検査製品「梅毒HA抗原（TPHA）」を発売して以来、感染症や腫瘍、生活習慣病などの臨床検査薬の提供を担ってきた。
2005年7月に持株会社体制へ移行。初代法人は、みらかホールディングス（現：H.U.グループホールディングス）へ商号変更すると共に、現在の富士レビオは初代法人の臨床検査事業などを引き継いだ二代目法人である。

## 沿革
参照：

### 初代
- 1950年12月18日[5] - 医薬品の製造販売を目的に、東京都新宿区下落合4丁目6番7号にて富士臓器製薬株式会社創業。

- 1966年12月 - 診断用薬部門に進出。
- 1970年6月 - 臨床検査センターの関連会社として、東京スペシアルレファレンスラボラトリー（現：エスアールエル）を設立。
- 1970年8月 - 診断用薬の海外での販売活動を開始。
- 1981年1月 - 台湾の現地企業との合弁会社として、台富臓器製薬股份有限公司（現：台富製薬股份有限公司。英: Fujirebio Taiwan Inc.）を設立。
- 1983年4月 - 富士レビオ株式会社（初代）に商号変更。
- 1983年9月1日 - 東証第2部市場に株式上場[6]。
- 1987年6月 - 東証券第1部市場に銘柄指定替え。
- 1987年10月 - アメリカ現地法人として、Fujirebio America, Inc.を設立。
- 1998年11月 - 連結子会社のFujirebio America, Inc.がCentocor社より、Centocor Diagnostics Pannsylvania社を買収（CDP社はFujirebio Diagnostics, Inc.へ商号変更）。
- 2000年6月 - 医薬品事業をユーシービージャパンに譲渡。
- 2005年6月 - 委員会等設置会社（現：指名委員会等設置会社）へ移行。

### 二代
- 2005年7月1日 - 初代法人の持株会社体制への移行に伴い、同社からの営業部門を承継、富士レビオ株式会社へ商号変更。
- 2006年5月 - 連結子会社のFujirebio Diagnostics, Inc.が、大手腫瘍マーカー開発のCanAg Diagnostics AB（スウェーデン）の全株式を取得、Fujirebio Diagnostics ABへ商号変更。
- 2008年3月6日 - 先端生命科学研究所の株式75％を取得[7]。
- 2008年4月 - 連結子会社のFujirebio Diagnostics, Inc.が、臨床検査機器メーカーのAmerican Biological Technologies, Inc.（米国）の全株式を取得（のちに合併）[8]。
- 2010年9月 - 臨床検査薬メーカーのInnogenetics N.V.（ベルギー。現：Fujirebio Europe N.V.）の全株式を取得[9]。
- 2012年10月 - 新宿区西新宿2丁目1番1号に本店移転。
- 2017年4月3日 - 富士レビオが単独株式移転により、富士レビオ・ホールディングスを設立[10]。
- 2017年7月 - 富士レビオが、臨床検査薬事業の管理運営業務を富士レビオHDに承継。
- 2019年6月 - 富士レビオHDが臨床検査薬開発などの子会社として、富士レビオ・ダイアグノスティクス・ジャパンを設立[11]。
- 2022年7月 - 連結子会社のFujirebio Europe NVが、世界有数のバイオテクノロジー企業のADx NeuroSciences NVの全株式を取得[12]。
- 2023年6月30日 - 富士レビオがRIAの一部事業を、大手調味料メーカーのヤマサ醬油に譲渡[13][14]。
- 2023年7月 - 港区赤坂1丁目8-1へ本社移転[15]。
- 2024年12月23日 - 富士レビオHDが大手製薬メーカーのエーザイとの間で、検査薬の共同研究やその実用化に向けての覚書を締結[16][17]。

## 製品情報

### 化学発光酵素免疫測定システム
1992年に「ルミパルス1200」を発売して以来、化学発光基質AMPPDとフェライト粒子固相を利用した試薬と全自動装置による「ルミパルスシリーズ」の他、「ルミパルスL2400」と「BioMajesty ZERO JCA-ZS050」が融合した「フュージョンプラス」を発売。スタンドアローン専用連結機として人間工学に基づいた設計思想のもと、免疫・生化学検査の簡単操作に成功。

### 全自動血液凝固線溶装置（STAシリーズ）
血液凝固検査と線溶検査を測定する「STA R Max」と「STA Compact Max」を製造・販売

### 感染症迅速診断キット
酵素免疫測定法を原理としたイムノクロマトグラフィー法によるカセットタイプ試薬の「エスプラインシリーズ」は、現在、新型コロナウイルスの検査にも活用されている。また、金コロイド標識抗体を用いたイムノクロマトグラフィー法によるスティック或いはカードタイプ試薬の「エルナスシリーズ」を医療機関等向けに提供している。

### 凝集検査その他
粒子凝集反応（Particle Agglutination）/ 血球凝集反応（Hemagglutination）
ゼラチンを粒型化した人口担体（ゼラチン粒子）や固定したニワトリ赤血球を用いた、PA反応またはHA反応を測定原理とした試薬群。
酵素免疫測定法（Enzyme-Linked Immunosorbent Assay）
サンプル中に含まれる微量の測定物質を、酵素標識した抗体又は抗原を用い、抗原抗体反応を利用した測定試薬群。

## 事業所
参照：
| 事業所名             | 所在地   | 所在地                                       |
| -------------------- | -------- | -------------------------------------------- |
| 本社                 | 東京都   | 港区赤坂1丁目8-1 赤坂インターシティAIR       |
| 研究開発センター     | 東京都   | 八王子市小宮町153                            |
| 八王子第3工場        | 東京都   | 八王子市石川町935                            |
| 相模原工場           | 神奈川県 | 相模原市中央区田名塩田1丁目3-14              |
| 厚木愛川物流センター | 神奈川県 | 愛甲郡愛川町中津4036-1 Landport厚木愛川町6階 |
| 十勝帯広工場         | 北海道   | 河東郡音更町字音更西3線8番36                 |
| 旭川工場             | 北海道   | 旭川市南4条通23丁目1975-167                  |
| 宇部工場             | 山口県   | 宇部市大字善和字牛明203-152 瀬戸原団地       |

## グループ会社
- 富士レビオ・ホールディングス株式会社 - 富士レビオグループの統括
- 富士レビオ株式会社 -  臨床検査機器および試薬メーカー
- 富士レビオ・ダイアグノスティクス・ジャパン株式会社 - 臨床検査或いは試薬業務のCDMO事業
- 株式会社先端生命科学研究所 - バイオテクノロジーを利用した診断薬､医薬品等の研究開発、原料の製造と販売、特許ライセンス
- Fujirebio Diagnostics, Inc. - アメリカ現地法人
- Fujirebio Diagnostics AB - スウェーデン現地法人
- Fujirebio Europe NV - ベルギー現地法人
- ADx NeuroSciences N.V. - ベルギー現地法人
- Fujirebio Iberia S.L.U. - スペイン現地法人
- Fujirebio France SARL - フランス現地法人
- Fujirebio Germany GmbH - ドイツ現地法人
- Fujirebio Itaria S.r.l. - イタリア現地法人
- CanAg Diagnostics (Beijing) Co., Ltd. - 北京市現地法人
- Fujirebio China Co., Ltd. - 上海市現地法人
- Fluxus, Inc. - アメリカ現地法人